# كتابة المايا
تُعرف الكتابة الماياوية أيضًا باسم نقوش المايا هو نظام كتابة استخدم في حضارة المايا في وسط أمريكا، وهو يعد نظام الكتابة الوحيد الذي تمكن الباحثون من فك تشفيره من بين حضارات وسط أمريكا.
يعود أقدم خط عثر عليه حسب كتابة المايا إلى نقوش عثر عليها في موقع سان بارتولو San Bartolo في غواتيمالا، والذي يعود تاريخه إلى القرن الثالث قبل الميلاد.
يعتمد نظام كتابة على المايا على الرسوم اللفظية المكمل بصور رمزية مقطعية؛ بأسلوب مشابه لنظام الكتابة الياباني.

## اقرأ أيضاً
- حضارة المايا